# Chaco For Ever
Club Atlético Chaco For Ever – argentyński klub piłkarski z siedzibą w mieście Resistencia leżącym w prowincji Chaco w północnej Argentynie.
Obecnie klub gra w czwartej lidze argentyńskiej (Torneo Argentino B) w strefie F.

## Osiągnięcia
- Udział w mistrzostwach Argentyny Nacional (6): 1967, 1973, 1974, 1979, 1980, 1983
- Mistrz drugiej ligi Primera B Nacional Argentina: 1988/89
- Mistrz ligi prowincjonalnej Liga Chaqueña de Fútbol (32): 1926, 1927, 1928, 1929, 1930, 1931, 1932, 1935, 1948, 1949, 1950, 1951, 1962, 1966, 1968, 1971, 1976, 1978, 1979, 1981, 1983, 1984, 1985, 2000 Apertura, 2000 Official, 2001 Apertura, 2001 Oficial, 2002 Apertura, 2002 Oficial, 2003 Apertura, 2003 Oficial, 2004 Apertura

## Historia
Chaco For Ever został założony w roku 1913, a nazwa jego jest skutkiem panującej wówczas tradycji, według której nowo powstałe kluby otrzymywały w Argentynie, a także w innych krajach Ameryki Południowej, angielskie nazwy, czyli nazwy w języku brytyjskich marynarzy, którzy popularyzowali futbol w tym regionie świata. Podobne pochodzenie miały nazwy takich klubów jak River Plate, Boca Juniors, Newell’s Old Boys, Racing Club czy All Boys.
Chaco for Ever jest największym w historii klubem piłkarskim w prowincji Chaco, jednak w skali całej Argentyny ma niewielkie sukcesy i nie może się równać z potężnymi klubami z Buenos Aires, Rosario czy La Platy. Jednak klub zdołał przez dwa sezony utrzymać się w najwyższej lidze kraju. Były to sezony 1989/90 oraz 1990/1991. W sezonie 1989/90 klub odniósł największy sukces w swej dotychczasowej historii - 17. miejsce w pierwszej lidze, czyli był 17. drużyną Argentyny. Nie uniknęli baraży o utrzymanie się w lidze, ale zdecydowane zwycięstwo 5:0 z Racingiem Córdoba pozwoliło zagrać kolejny sezon w najwyższej lidze kraju. Sezon 1990/91 podzielony został na dwa turnieje - Apertura i Clausura. W sezonie Apertura Chaco for Ever pobił swój poprzedni rekord i zajął 16. miejsce, jednak w turnieju Clausura klub zajął dopiero 19. miejsce i ze średnią na mecz 0,789 spadł do drugiej ligi, kończąc swą dwuletnią przygodę na szczytach argentyńskiego futbolu. W drugiej lidze (Primera B Nacional Argentina) Chaco For Ever grał łącznie przez 7 sezonów.